# Centro de interpretación de los Molinos de Agua
El centro de interpretación de los Molinos de Agua (CIMA) es una instalación museográfica proyectada por el museólogo Juan José Barragán para el Ayuntamiento de Fuentes Calientes, en la provincia de Teruel, Aragón, España. Se sitúa en el molino de Fuentes Calientes y está dedicado al estudio de la evolución de los molinos de agua, sus diferentes tipologías, productos y usos.
El molino se compone de tres plantas, donde se conservan intactas las zonas de molturación y decantación, así como la vivienda del molinero.
El museo aporta información sobre todo lo relativo a los molinos de agua, a partir del estudio realizado tanto del molino de Fuentes Calientes, donde se pueden apreciar diferentes etapas evolutivas, como de muchos otros que se han estudiado.
Además, se puede apreciar la evolución de la industria desde sus orígenes, ya que conserva restos del molino tradicional, de la primera Revolución industrial y la maquinaria externa, con motor a gasolina, de los años 70.

## Temáticas
- Demostración de molienda
- Vídeo sobre el funcionamiento de un molino de agua
- El molino de agua tradicional
- El molino de agua industrial, de energía ecológica
- Los molinos sustitutivos actuales
- El molino de Fuentes Calientes
- Su influencia en Fuentes Calientes y el altiplano de Teruel

## Maquinaria
La maquinaria que se conserva en el interior del molino data de la primera Revolución industrial, entre finales del siglo XIX e inicios del XX, y sus materiales proceden, según un estudio del profesor Juan José Barragán, tanto del resto de España como del extranjero:
- Teruel (España)
- Zaragoza (España)
- Sabadell (España)
- La Ferte Sous Jouarre (Francia)

## Entorno y visitas
Aparte del edificio, del siglo XVIII, el proyecto cuenta con otros atractivos:
- La balsa y sus vistas
- El mirador de Fuentes Calientes
- Amplias zonas verdes
- El paseo del arroyo de la Vega (conocido desde el siglo XIX)

Para su visita, hay que ponerse en contacto con el Ayuntamiento de Fuentes Calientes.